# Stylops solidulae
Stylops solidulae är en insektsart som beskrevs av Pierce 1909. Stylops solidulae ingår i släktet Stylops och familjen stekelvridvingar. Inga underarter finns listade i Catalogue of Life.